# Lewis Miller
Lewis Miller (* 24. August 2000 in Sydney) ist ein australischer Fußballspieler, der bei den Blackburn Rovers in der EFL Championship unter Vertrag steht.

## Karriere

### Verein
Lewis Miller debütierte am 9. März 2019 für seinen Jugendverein, den Central Coast Mariners in der A-League gegen Wellington Phoenix als er für Matthew Millar eingewechselt wurde. Nach einem weiteren Einsatz gegen Melbourne City in der Saison 2018/19 und einer starken Saisonvorbereitung auf die neue Spielzeit unterschrieb er im Oktober 2019 einen Stipendienvertrag bei den Central Coast Mariners. Drei Monate später, im Januar 2020, unterzeichnete er seinen ersten Vertrag als Profi der bis zum Jahr 2022 lief. Nach 54 Erstligapartien und einem Tor verließ Miller nach dem Ende der Vertragslaufzeit im Juni 2022 den Verein aus Gosford.
Miller unterzeichnete kurz darauf einen Dreijahresvertrag beim schottischen Erstligisten Hibernian Edinburgh. Zuvor hatte Miller jedoch einen Vorvertrag mit dem Macarthur FC abgeschlossen, war dann aber stattdessen zu Hibernian gewechselt, was Macarthur eine nicht genannte Ablösesumme der Schotten einbrachte.
Im August 2025 wechselte Miller zum englischen Zweitligisten Blackburn Rovers.

### Nationalmannschaft
Lewis Miller debütierte im Oktober 2021 in der australischen U-23-Nationalmannschaft gegen Indonesien in einem Qualifikationsspiel für die Asienmeisterschaft im folgenden Jahr. Für diese wurde Miller anschließend in das Team von Australien berufen. Miller kam in allen sechs Partien der Australier zum Einsatz die bis in das Halbfinale kamen, und gegen den späteren Sieger der Asienmeisterschaft aus Saudi-Arabien verloren. Auch das Spiel um den dritten Platz endete mit einer Niederlage gegen Japan.